# Tokugava Iemicu
Tokugava Iemicu (japánul 徳川 家光 Hepburn-átírással Tokugawa Iemitsu; 1604. augusztus 12. – 1651. június 8.) az Edo-korszak harmadik sógunja Japánban.

## Ifjúkora
Tokugava Iemicu 1604-ben született Tokugava Hidetada és felesége, Oejo legidősebb fiaként. Nagyapja az első Tokugava sógon, Japán egyesítője, Tokugava Iejaszu volt. Ifjúkoráról keveset tudunk, gyermekkori neve Takecsijo (竹千代) volt. Két nővére, Szenhime és Maszako, valamint egy öccse, Tadanaga született. Tadanaga volt anyja kedvence, és sokáig riválisa volt, de apjuk egyértelművé tette, hogy utódja Iemicu lesz.
1617-ben nagykorúvá vált, felvette az Iemicu nevet és hivatalosan beiktatták, mint a sógun örökösét. Egyedül Tadanaga öccse vitatta az örökösödés jogosságát.
Iemicu kamaszkorától kezdve homoszexuális viszonyt folytatott gyerekkori barátjával, a család csatlósával, Szakabe Gozaemonnal. Idővel azonban kiábrándult belőle és közös fürdőzés közben megölte.

## Hatalomra jutása
1623-ban, amikor Iemicu tizenkilenc éves lett, apja lemondott a sóguni címről az ő javára. Hidetada nem hagyott fel teljesen az ország irányításával, mint visszavonult sógun (Ógoso) továbbra is jelentős hatalommal bírt, de a bakufu formális vezetője innentől Iemicu volt.
1626-ban Iemicu és Hidetada nagy pompával meglátogatta Kiotóban Go-Mizunoo császárt, Maszako császárnét (Iemicu húgát) és lányukat, Meisó hercegnőt. A sógun bőkezű ajándékokat adott át az udvarnak, de viszonya a császárral a következő évben mégis megromlott a Bíborruhás Incidens (紫衣事件 shi-e jiken) miatt. A császár néhány Dzsódo felekezetű buddhista papnak (a vallás ezen ágát követte maga Go-Mizunoo is) bíborszínű öltözéket ajándékozott, holott ezt a sógun rendelete tiltotta. Iemicu Szado szigetére száműzte a papokat. A császár hiába tiltakozott, és 1629-ben ötéves lánya, Meisó javára lemondott a trónról.
1632-ben Hidetada meghalt és ekkortól Iemicu ténylegesen is maga uralta Japánt. Ellene konspiráló öccsét nem sokkal apjuk halála előtt megfosztotta hivatalától és házi őrizetbe vétette; 1633-ban Tadanaga szeppukut követett el.
Hidetada halála előtt fiát saját tanácsadóira, a veterán daimjókra bízta. Tadanaga halála után Iemicu elbocsátotta őket és saját gyerekkori barátaival vette körül magát. Erős, központosított adminisztrációt épített ki, ami a daimjók körében sok ellenséget szerzett neki. Ő vezette be a szankin kótai intézményét, amely értelmében a daimjóknak meghatározott rendszerben bizonyos időt kötelező volt Edóban tölteniük. Mivel hónapokra el kellett hagyni birtokukat és az utazás a ranghoz mért kíséret miatt nagy költségekkel járt, a nagy földbirtokosok nem tudtak szilárd hatalmat kiépíteni és nagy vagyont felhalmozni. A rendszerhez tartozott, hogy feleségeik és örököseik Edóban maradtak a látogatás után is, így egy esetleges lázadás vagy összeesküvés esetén a sógun túszul ejthette őket.
1637-ben a sógun keresztényellenes rendelete miatt a kjúsúi Simabarában felkelés tört ki. A lázadás elfojtása során több ezren estek el, és után is számtalan keresztényt végeztek ki.
Iemicu az 1630-as évek során sorra kiadott rendeleteivel korlátozta Japán külvilággal fenntartott kapcsolatait. Bár a japánok az 1590-es évek óta rendszeren utaztak Kelet- és Délkelet-Ázsiába, ezentúl az ország elhagyását – vagy ha távoztak, a visszatérést – halállal büntették. Az európaiakat kiűzték az országból, a Holland Kelet-Indiai Társaság kivételével, de az ő mozgásukat is a Nagaszaki kikötőjében lévő mesterséges Dedzsima szigetre korlátozták. A külvilággal csak négy, ellenőrzött úton tartották a kapcsolatot. Nagaszakin át folyt a hollandokkal és a független kínai kereskedőkkel való kereskedelem, Szacumán keresztül a Rjúkjúi Királysággal (és rajtuk keresztül Kínával), Cusimán keresztül Koreával, Macumaén át pedig az északi ainukkal tartottak fenn diplomáciai és kereskedelmi kapcsolatot.
1643-ban Meiso császárnő lemondott; a trónon fiatalabb féltestvére (Go-Mizunoo egyik ágyasától született fia), Go-Komjo követte, aki nem kedvelte az általa erőszakosnak és barbárnak tartott sógunátust. Többször is sértően nyilatkozott Iemicuról és legidősebb fiáról és örököséről, Iecunáról.
1651-ben, mindössze 47 éves korában Tokugava Iemicu meghalt. Ő volt az első a családban, aki haláláig megtartotta hivatalát. Utód legidősebb fia, Iecuna lett.

## A keresztényellenes ediktumok
Az első európaiak, akik partra szálltak Japánban, az 1543-ban Tanegasima szigetére érkező portugálok voltak. Ekkor kezdődött el Japánban a Nanban (déli barbár) kereskedelem korszaka. A portugálokat követték a spanyolok, hollandok, angolok is. Miután a jezsuita rend megalapítója, Xavéri Szt. Ferenc 1549-ben megérkezett Kagosimába, megkezdődött a keresztény térítés is. Még a daimjók is áttértek a katolikus vallásra, elsősorban Kjúsú szigetén. A 17. század kezdetére már legalább félmillió japán tért át.
Az európai befolyás növekedésével egyre nőtt az idegenellenesség is. Miután a spanyolok meghódították a Fülöp-szigeteket, Tojotomi Hidejosi is kételkedni kezdett az idegenek jóindulatában és megkérdőjelezte a keresztény daimjók lojalitását. Mivel úgy vélte, hogy a keresztények előbbrevalónak tartják az egyháznak való engedelmességet, mint a hűbéruruk felé valót, keresztényellenes rendeleteket hozott, kitiltotta az országból a  misszionáriusokat és néhány áttértet keresztre feszíttetett. A valódi keresztényüldözés azonban csak Tokugava Iemicu uralma idején kezdődött.
Az 1630-as évektől a sógun megtiltotta, hogy külföldi hittérítők vagy kereskedők Japán földjére lépjenek, kivéve évi egy holland hajót Nagaszaki kikötőjében. Az évtized végére Iemicu részletesen kidolgozta Japán külfölddel való kapcsolattartásának módját.
A tilalom legfontosabb feltételeit az 1635-ben kiadott szakokui ediktum tartalmazta. Minden japán hajónak és személynek halálbüntetés terhe mellett megtiltotta, hogy másik országba utazzon, vagy onnan visszatérjen. A katolikus vallást teljesen betiltották, azokat, akik papok vagy követőik hollétéről informálta a hatóságokat, bőkezűen megjutalmazták. Minden érkező hajót átkutattak hittérítők és papok után. A kereskedést adott időponthoz kötötték, hatósági árat szabtak meg a nyersselyemre és a kereskedőknek előre be kellett mutatnia árulistájukat.
Ezek a szabályok több mint kétszáz évig, Perry kapitány expedíciójáig voltak érvényben.
Tokugava Iemicu uralma a japán időszámítás következő korszakaira, nengóira terjedt ki:
- Genna (1615–1624)
- Kanei (1624–1644)
- Sóhó (1644–1648)
- Keian (1648–1652)

## Fordítás
- Ez a szócikk részben vagy egészben  a   Tokugawa Iemitsu című angol Wikipédia-szócikk ezen változatának fordításán alapul.  Az eredeti cikk szerkesztőit annak laptörténete sorolja fel. Ez a jelzés csupán a megfogalmazás eredetét és a szerzői jogokat jelzi, nem szolgál a cikkben szereplő információk forrásmegjelöléseként.